# Spilogona perambulata
Spilogona perambulata är en tvåvingeart som beskrevs av Huckett 1965. Spilogona perambulata ingår i släktet Spilogona och familjen husflugor. Inga underarter finns listade i Catalogue of Life.